# Yves Aupetitallot
 (décembre 2016).
Yves Aupetitallot né le 21 juin 1955 à La Guerche-sur-l'Aubois (Cher) est un directeur de musées français.
Il a notamment dirigé le Musée cantonal des beaux-arts de Lausanne et Le Magasin de Grenoble.

## Biographie
Yves Aupetitallot est titulaire d'une maîtrise d'histoire de l'art et d'archéologie de l'université de Bourgogne, et un DEA en histoire de l'art moderne et contemporain de la même université.
Il est directeur du Centre d'Art contemporain de Nevers de 1984 à 1987, de La Serre, espace d'art contemporain de Saint-Étienne de 1986 à 1992, du département d'art contemporain au Conseil de l'Europe à Anvers entre 1992 et 1993, et du Project Unité à Firminy entre 1992 et 1994.
Commissaire de nombreuses expositions, enseignant à l'école des beaux-arts de Lyon, directeur du Magasin de Grenoble depuis janvier 1996, succédant à Adelina von Fürstenberg, Yves Aupetitallot est nommé conservateur du Musée cantonal des beaux-arts de Lausanne en août 2001, fonction qu'il occupe à temps partiel (un jour par semaine) jusqu'à sa démission en août 2006 et où, à la suite de sa démission. Il est critiqué pour avoir échoué dans le projet de construction d'un nouveau musée.
Il mène la « réactivation » de l'ouvrage de Liam Gillick.
En mars 2016, après un conflit interne où il est accusé de harcèlement moral par une partie des salariés, il est remplacé au Magasin de Grenoble par Béatrice Josse. Aupetitallot a certes fait rayonner le Magasin de Grenoble, mais sa gestion a été systématiquement critiquée par les employés du centre.